# تاکر اسمالوود
تاکر اسمالوود (به انگلیسی: Tucker Smallwood) (زاده ۲۲ فوریه ۱۹۴۴) بازیگر آمریکایی است.
از فیلم‌هایی که وی در آن نقش داشته است می‌توان به انجمن پنبه اشاره کرد.